# Americano (film, 2005)
Pour les articles homonymes, voir Americano.
Pour plus de détails, voir Fiche technique et Distribution.
Americano est un film américain, sorti en 2005.

## Synopsis
Chris McKinley, récemment diplômé de l'université, parcourt l'Europe. Il essaie de profiter autant que possible de ses derniers jours là-bas avant de commencer sa carrière aux États-Unis. Lorsqu'il arrive à Pampelune avec deux amis, il rencontre trois nouvelles personnes, une Australienne en quête de sensations fortes, une Espagnole nommée Adella et un provocateur. Ce nouveau trio encourage McKinley à réfléchir à la vie et au chemin qu'il a choisi de suivre. Lorsque l’heure de son départ approche, il se demande s’il doit poursuivre une carrière toute tracée ou emprunter un nouveau chemin dans sa vie.

## Fiche technique
- Titre : Americano
- Réalisation : Kevin Noland
- Scénario : Kevin Noland
- Photographie : Robert Christopher Webb
- Décors : Jason Baldwin
- Costumes : Diane Roberts
- Montage : Kevin Krasny
- Musique : Sebastian Arocha Morton (en) et Peter Golub
- Production : Michael Bircumshaw
- Sociétés de production : Mark Edward Roberts Productions, Americano LLC, Spirit Lake Pictures
- Sociétés de distribution : New Films International
- Pays d'origine : États-Unis, Espagne
- Langue originale : Anglais
- Format : couleur
- Genre : Comédie romantique
- Durée : 95 min
- Dates de sortie :
  - États-Unis : 7 janvier 2005
  - Italie : 31 mars 2006
  - Grèce : 25 septembre 2006
  - Hongrie : 18 octobre 2006

## Distribution
- Joshua Jackson : Chris McKinley
- Leonor Varela : Adela
- Timm Sharp (en) : Ryan
- Ruthanna Hopper (en) : Michelle
- Dennis Hopper : Riccardo Wapato
- Martin Klebba : Torero
- Ashley Eisenhauer : Fille des adieux
- Norberto Morán : Vendeur de rue / torero
- Mighty Mike Murga : Serveur nain espagnol
- Mark Edward Roberts : Walter (le barman)
- Jenny Starnes : Fille au bar
- Philip Barantini : Gareth
- Marlon Grace : Farceur
- David Aguilar : Voleur gitan
- Francisco Marco : Torero
- Mónica Echeverría : Femme ivre de San Fermin
- Rodrigo García : Gustavo
- Steve Babiar : Petit serveur #1
- Joe Gieb : Petit serveur #2
- Martin Klebba : Petit torero
- José Luis : Serveur du café Aruna
- Eduardo Laporte : Serveur boutonné
- Heather Levinson : Femme ivre
- Annie Noland : Conteuse
- María Salvatierra : Chanteur Jota